# Nagasaki (prefeitura)
Nagasaki (em japonês: 長崎県; romaniz.: Nagasaki-ken) é uma prefeitura do Japão localizada na ilha de Kyushu. A capital é a cidade de Nagasaki.

## História
A prefeitura de Nagasaki foi formada pela união da metade oeste da antiga província de Hizen com com as ilhas da província de Tsushima e a província de Iki. De frente para a China e a Coreia, a região ao redor de Hirado foi um tradicional centro de comerciantes e pirataria.
Durante o século XVI, missionários católicos e comerciantes vindos de Portugal chegaram e se instalaram em Hirado e Nagasaki, que se tornou um grande centro de comércio exterior. Depois de terem recebido passe livre no período de Oda Nobunaga, os missionários foram forçados a se retirarem aos poucos, na Era Edo, até que o cristianismo foi banido pelo Sakoku, a política de isolamento nacional. Nessa época, o comércio exterior japonês era restrito a chineses e holandeses instalados em Dejima, em Nagasaki; entretanto, grupos de cristãos japoneses continuaram exercendo sua fé escondidos. Esses cristãos eram provados a todo momento, sendo forçados a pisar em cima de desenhos (Fumi-e) com imagens da Virgem Maria e de santos para provar que não eram cristãos. Com o banimento de todos os missionários católicos, comerciantes de países católicos também foram forçados a deixar o país. Com eles, seus filhos, metade japoneses metade europeus, também foram forçados a deixar o Japão. A maioria foi mandada para Jacarta e ainda são lembrados pelos moradores locais como quem escreveu cartas pungentes contrabandeadas pelo mar até sua terra natal. Hoje, Nagasaki tem uma grande Chinatown e igrejas católicas.
Durante a Restauração Meiji, Nagasaki e Sasebo tornaram-se os maiores portos de comércio exterior e mais tarde grandes bases militares e centros de construção de navios para a Marinha Imperial Japonesa na Segunda Guerra Mundial.
Em 9 de agosto de 1945, os Estados Unidos lançaram uma bomba atômica em Nagasaki, que teve seus prédios completamente destruídos em um raio de uma milha em torno do ponto de impacto, com danos severos em outras partes da cidade. 70 mil pessoas morreram e mais de outras 70 mil foram feridas no ataque.

## Geografia
A prefeitura de Nagasaki faz fronteira com a prefeitura de Saga a leste e é cercada pelo mar, incluindo a Baía de Ariake, o Estreito de Tsushima e o Mar do Leste da China. Também inclui um grande número de ilhas, como as de Tsushima e de Iki. A maior parte da prefeitura está perto do litoral e há muitos portos, como o de Nagasaki, além de uma base naval dos Estados Unidos em Sasebo.

### Cidades
- Goto
- Hirado
- Iki
- Isahaya
- Matsuura
- Nagasaki
- Omura
- Saikai
- Sasebo
- Shimabara
- Tsushima
- Unzen

### Distritos
- Distrito de Higashisonogi
- Distrito de Kitamatsura
- Distrito de Minamimatsura
- Distrito de Minamitakaki
- Distrito de Nishisonogi

## Cultura
Festivais e eventos:
- Tourou-nagashi – 6 de agosto, nesse dia é aniversário da queda da bomba atômica na cidade de Hiroshima, as pessoas se reúnem na Praça da Paz e colocam no rio o tourou (lanterna de papel) com desejos de paz escritos nele.

### Religião
Nagasaki é a região mais cristianizada no Japão, visto que missões católicas romanas foram estabelecidas no começo do século XVI.
Em 2002, existiam 68 617 católicos na prefeitura de Nagasaki, respondendo por 4,52% da população total da prefeitura.